# Walter Kramer (Goldschmied)
Walter Kramer (* 4. September 1902 in Ribnitz; † 30. Dezember 1990 in Lübeck-Travemünde) war ein deutscher Goldschmied und Begründer des Fischlandschmucks.

## Leben und Werk
Kramer war ein Ribnitzer Goldschmiedemeister, der hauptsächlich als Silberschmied tätig war. Er wurde 1902 als jüngster von zwei Söhnen des Goldschmiedemeisters Ludwig Kramer (1867–1938) und dessen Ehefrau Olga Kramer, geb. Schmelzer, (1876–1963) geboren. Nach dem Erlernen des Handwerks führte er in fünfter Generation den Familienbetrieb fort, der 1771 vom Goldarbeiter und Kupferstecher Georg Kramer unter dem Namen „G. Kramer jun.“ in Ribnitz gegründet worden war. Die bis heute verwendete Punze „GK“ wurde um 1890 eingeführt.
Kramers Geschäft befand sich zunächst im elterlichen (2012 abgerissenen) Haus in der Langen Straße 60. 1932 fertigte er erste Stücke des Fischlandschmucks. Der Name geht zurück auf das nordwestlich von Ribnitz gelegene Fischland, einer Landbrücke an der südlichen Ostseeküste der Mecklenburger Bucht und Teil der Halbinsel Fischland-Darß-Zingst. Charakteristisch für den Fischlandschmuck sind die Verwendung eines oder mehrerer Naturbernsteine und deren handgefertigte Einfassung aus Silber mit aufgelöteten filigranen Applikationen maritimer Motive wie Fischen, Seesternen, Ankern oder Segelschiffen. Zur Kollektion zählten Ringe, Armbänder, Halsketten, Broschen, ferner Löffel, Tortenheber, Serviettenringe etc. Kramers Fischlandschmuck erfreute sich innerhalb kurzer Zeit insbesondere bei den Urlaubern auf dem nahegelegenen Fischland großer Beliebtheit, so dass er ein Ladenlokal in Wustrow eröffnete. Im Januar 1939 ließ er „Fischlandschmuck“ als Wortmarke rechtlich schützen. Nach dem Zweiten Weltkrieg baute er seinen Betrieb weiter aus und gründete am 9. Dezember 1946 die Fischlandschmuck GmbH. Das Unternehmen im Körkwitzer Weg 48 war mit über 80 Mitarbeitern einer der größten Arbeitgeber in Ribnitz.
1947/48 wurde die Fischlandschmuck GmbH von der Sowjetischen Militäradministration in Deutschland unter Zwangsverwaltung gestellt. Im Zuge dessen wurde Kramer enteignet und floh nach Travemünde. Dort gründete er erneut ein – wesentlich kleineres – Schmuck-Unternehmen, das ab 1987 von Kramers Stieftochter Andrea Böbs und deren Ehemann Hans H. Böbs fortgeführt wurde.
In der DDR wurde auch nach Kramers Enteignung ähnlicher, aber industriell hergestellter Schmuck mit der Bezeichnung „Fischlandschmuck“ vertrieben. Die Silber-Einfassungen wurden nun gegossen anstatt handgefertigt. Produzent war der am 1. Juli 1948 gegründete VEB Fischlandschmuck, der qua Enteignung aus Kramers Fischlandschmuck GmbH hervorgegangen war. Kramer erhob als Inhaber der Wortmarke „Fischlandschmuck“ gegen deren missbräuchliche Verwendung Klage zum Bundespatentgericht. Der Rechtsstreit wurde 1959 zu seinen Gunsten entscheiden. Der VEB benannte sich daraufhin in „VEB Ostsee-Schmuck“ um. Der Betrieb entwickelte sich in den 50er und 60er Jahren zum größten Schmuckproduzenten der DDR. Seit April 1992 firmiert er unter der Bezeichnung Ostsee-Schmuck GmbH. 2009 ging die Wortmarke „Fischlandschmuck“ an die Inhaberin eines Bernsteinschmuck-Ateliers in Ribnitz-Damgarten über.
Am 8. Dezember 1946 – einen Tag vor der Gründung der Fischlandschmuck GmbH – wurde die von Kramer gestiftete Fischlandglocke der Marienkirche Ribnitz geweiht. Sie wurde aus Kartuschen gegossen, die Kramer nach Kriegsende auf einer ehemaligen Flak-Stellung am Hohen Ufer in der Nähe von Ahrenshoop gesammelt hatte.
Der kinderlose Kramer war in erster Ehe mit Irma Kramer, geb. Köster, (1907–1947) und in zweiter Ehe mit Inge Kramer, geb. Ahlschwedt, (†) verheiratet. Kramers Asche ist Anfang 1991 auf dem Alten Friedhof Ribnitz in Ribnitz-Damgarten beigesetzt worden.